# Hiroši Jamazaki
Hiroši Jamazaki (japonsky: 山崎 博, Hepburn: Jamazaki Hiroši, 21. září 1946 – 5. června 2017, Nagano) byl japonský fotograf, který ve svých dílech znázorňoval Slunce a moře.

## Životopis
Jamazaki se narodil 21. září 1946 v Naganu, studoval na univerzitě Nihon, ale v roce 1968 ji opustil a o rok později začal pracovat jako kameraman na volné noze, kde se věnoval statické fotografii i 16mm filmu.
Jamazaki je nejznámější díky svým dvěma cyklům. "Heliografie"  používá dlouhé expozice k zobrazení dráhy slunce blízko obzoru. „Horizont“ (Suiheisen saišú) je studiem mořských horizontů.
Jamazaki vyhrál 26. cenu Ina Nobuo v roce 2001. 
Jamazaki se stal řádným profesorem na Tohoku University of Art and Design v roce 1993, a také učil na Musašino Art University  a TPO Photo School. 
Zemřel 5. června 2017 na rakovinu dásní. 

## Samostatné výstavy
- "Observation". Galleria Grafica (Tokio), 1974, 1976, 1977, 1978, 1979.[6]
- Exhibition of 16mm work. Underground Cinématheque (Tokio), 1976.[6]
- Exhibition. Box Gallery (Nagoja), 1981.[6]
- "Optical Landscape on Movie". Image Forum (Tokio), 1982.[6]
- "Jamazaki Hiroši 1972–82". Zeit Foto Salon (Tokio), 1982.[6]
- "Ten Points Heliography". Koniširoku Photo Gallery (Tokio), 1982.[6]
- "Heliography Day and Year". Ginza Nikon Salon (Tokio), 1982.[6]
- "Optical Landscape". Nagase Photo Salon (Tokio), and elsewhere, 1983, 1987, 1989.[6]
- "Suiheisen saišú". Polaroid Gallery (Tokio), 1984.[6]
- "Suiheisen saišú II". Olympus Gallery (Tokio); Picture Photo Space (Osaka), 1984.[6]
- "Fix and Movement" (movie exhibition). Funabaši Seibu Art Spot (Funabaši), 1990.[6]
- "Sakura". Zeit Foto Salon (Tokio), 1990.[6]
- "Critical Landscape". Hillside Gallery (Tokio), 1990.[6]
- "Jamazaki Hiroši 1969–1992". Plaza Gallery (Tokio), 1993.[6]
- "Sakura – Equivalent". Hosomi Gallery (Tokio), Temporary Space (Sapporo), 1993.[6]
- "Walking Works". Gallery Art Graph (Tokio), 1994.[6]
- "Suiheisen saišú III". Contax Salon (Tokio), 1994.[6]
- "Cherry Blossom". Ginza Nikon Salon (Tokio), Osaka Nikon Salon (Osaka), 2001.[6]
- "Jamazaki Hiroši Early Works" 1969–1974". Place M (Tokio), 2002.[6]
- "Cherry Blossom". Šinjuku Nikon Salon (Tokio),[7] Osaka Nikon Salon (Osaka), 2005.[8]
- "Ugoku šašin! Tomaru Eiga!!". Creation Gallery G8, Guardian Garden (Tokio), 2009.[6]

## Publikace

### Knihy Jamazakiho
- Heliografie. Tokio: Seikyúša 1983. Text v japonštině a angličtině.
- Suiheisen saišú: Jamazaki Hiroši šašinšú (水平線採集：山崎博写真集) / Horizont. Tokio: Rikujóša, 1984.ISBN 4-89737-094-9
- Hiroši Jamazaki: Critical landscape (Kritická krajina). Tokio: Hillside Gallery, 1990.

### Další knihy s díly Jamazakiho
- Šašin toši Tókyó (写真都市Tokio) / Tokio / Město fotografií. Tokio: Tokijské muzeum fotografie, 1995. Katalog výstavy konané v roce 1995. (Další fotografové, jejichž práce se objevují, jsou Takanobu Hajaši, Hiroh Kikai, Ryúji Mijamoto, Daido Morijama, Šigeiči Nagano, Ikko Narahara, Mitsugu Óniši, Masato Seto, Issei Suda, Akihide Tamura a Toku.) Popisky a texty v japonštině a angličtině.
- Stack, Trudy Wilner, ed. Sea change: The seascape in contemporary photography. (Proměny moře: Mořská krajina v současné fotografii.) Tucson, Arizona: Centrum pro kreativní fotografii, 1999.ISBN 0-938262-32-7

## Publikace o Jamazakim
- Jamazaki Hiroši, "Ugoku šašin! Tomaru eiga!!" (山崎博「動く写真! 止まる映画!!」). Time Tunnel series, vol. 28. Tokio: Guardian Garden, 2009.